# Тумаш (деревня)
Тумаш (баш. Томаш) — деревня в Бижбулякском районе Башкортостана, относится к Калининскому сельсовету.
Расположен на правом берегу реки Тумаш.

## История
До 2005 года на данной территории официально существовал населенный пункт Тумашелга, но в связи переселением жителей в районный центр и ближайшие села он фактически прекратил свое существование.
В 2015 году деревня образована вновь.

## Население
| 2016 |
| ---- |
| 2    |

## Хозяйственная деятельность
В деревне построено два дома. Имеется пасека Бижбулякского ДРСУ с хозяйственными постройками. Муниципалитет выделил жителям района 30 новых земельных участков для индивидуального жилищного строительства. Местное население занимается обработкой приусадебных участков, выращиванием овощей, домашней птицы, садоводством, рыбоводством, пчеловодством.

## Географическое положение
Расстояние до:
- районного центра (Бижбуляк): 28 км,
- центра сельсовета (Усак-Кичу): 4 км[4],
- ближайшей ж/д станции (Аксеново): 15 км.